# Nagurus emarginata
Nagurus emarginata là một loài chân đều trong họ Trachelipodidae. Loài này được Arcangeli miêu tả khoa học năm 1934.